# Hàm Giang, Phủ Điền
Hàm Giang (tiếng Trung: 涵江区, Hán Việt: Hàm Giang khu) Là một quận của thành phố Bồ Điền (莆田市), tỉnh Phúc Kiến, Cộng hòa Nhân dân Trung Hoa. Quận này có diện tích 752 km2, dân số 420.000 người.